# Alonso Carrillo de Albornoz
Alonso Carrillo de Albornoz (? - Ávila, 14 de junio de 1514) fue un eclesiástico español.

## Biografía
Era el sexto hijo de Gómez Carrillo de Albornoz, consejero de Juan II y Enrique IV, y de Teresa de Toledo, hermana del I duque de Alba.
Fue canónigo de Toledo, visitador y reformador de la orden de San Benito en España, obispo de Catania entre 1486-96. Durante este tiempo, volvió a Castilla para reformar algunos monasterios benedictinos, misión que le fue encomendada por el Papa Inocencio VIII, a instancias de los Reyes Católicos. Durante este período de retorno a Castilla, realizó inspecciones a diversas universidades en las que había habido denuncias por parte de los corregidores reales sobre la mala praxis y la conducta indigna de los frailes. En 1496 fue nombrado obispo de Ávila, cargo que ocupó hasta la fecha de su muerte, así como el de presidente de la chancillería de Ciudad Real en 1494, y más tarde de la de Granada, en 1505. 

## Sepultura
Fue enterrado en la capilla de San Ildefonso de la catedral de Toledo, con el beneplácito del cardenal Cisneros.

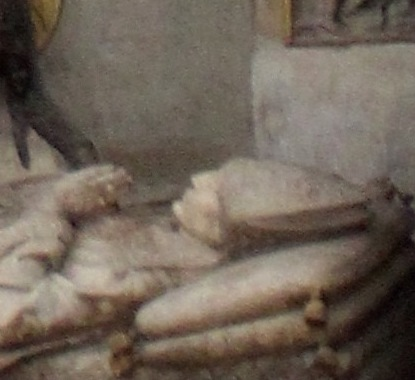
Tumba de Alonso Carrillo de Albornoz en la capilla de San Ildefonso de la catedral de Toledo.

| Predecesor: Bernardo Margarit              | Obispo de Catania 1486 - 1496 | Sucesor: Juan Daza      |
| Predecesor: Francisco Sánchez de la Fuente | Obispo de Ávila 1496 - 1514   | Sucesor: Francisco Ruiz |